# گابریل امورث
گابریل امورث (ایتالیایی: Gabriele Amorth؛ ۱ مهٔ ۱۹۲۵ – ۱۶ سپتامبر ۲۰۱۶) یک نویسنده، ر‌وزنامه نگار، کشیش و متخصص الهیات اهل ایتالیا بود. امورث انجمن بین‌المللی جن‌گیران را در سال 1990 تأسیس کرد و به مدت ده سال ریاست آن را برعهده داشت این انجمن در سال ۲۰۱۴ میلادی از سوی واتیکان به رسمیت شناخته شده‌است. وی سال‌ها به عنوان ابر جن‌گیر اسقف‌نشین رم فعالیت کرد و ادعا شده‌است که در طول زندگی خود بیش از ۱۶۰٬۰۰۰ مورد «جن‌گیری» انجام داده‌ است.
وی در رشته حقوق تحصیل کرد. پدر امورث در سال ۱۹۵۱ کسوت کشیشی را برگزید.
گابریل امورث روز جمعه (۱۶ سپتامبر ۲۰۱۶) در سن ۹۱ سالگی به دلیل مشکلات ریوی درگذشت.
فیلم جن‌گیر پاپ (۲۰۲۳) به روایت کارهای او می‌پردازد که در آن راسل کرو نقش امورث را ایفا کرده‌است.